# Grijskuifcachalote
De grijskuifcachalote (Pseudoseisura unirufa) is een zangvogel uit de familie Furnariidae (ovenvogels).

## Verspreiding en leefgebied
Deze soort komt voor in oostelijk Bolivia, noordelijk Paraguay en zuidwestelijk Brazilië (Mato Grosso).

## Status
De grootte van de populatie is niet gekwantificeerd maar de soort wordt omschreven als plaatselijk algemeen. Op de Rode lijst van de IUCN heeft deze soort de status niet bedreigd.